# Kineska kartografija
Vidi također: Geografija Kine
Kineska geografija započinje Periodom zaraćenih država (5. stoljeće pr. Kr.). Rastom Kineskog Carstva pod dinastijom Han područje kineske geografije širi se izvan kineske domovine. Zlatno doba doživljava otkrićem kompasa u 11. stoljeću (dinastija Song), a vrhunac u 15. stoljeću (dinastija Ming) kineskim istraživanjem Tihog oceana pod admiralom Zheng Heom.

## Istaknuti pojedinci, događaji, materijali
Zaraćene države
- Sedam karata države Qin datiranih u 4. stoljeće pr. Kr. pronađene su 1986. u provinciji Gansu
- Urota krunskog princa Dana od Yana i Jinga Kea protiv Qina Shija Huanga 227. pr. Kr., prvo spominjanje karte iscrtane na svili.

Han
- Arheološki lokalitet Mawangdui otkriva tri karte iscrtane na svili datirane u 2. stoljeće pr. Kr. i pronađene 1973.
- Hanshu (Knjiga Hana)
- Zhouovi obredi
- Liu An (2. stoljeće pr. Kr.), Huainanzi
- Yuejue Shu, prvi geografski leksikon u Kini napisan 52. po. Kr.

Tri kraljevstva
- Pei Xiu (3. stoljeće), "otac kineske kartografije" izradio je kartu Kine s prikazanom mrežom linija i stupnjevanim mjerilom.

Tang
- Bianji (7. stoljeće), Zapisi Velikog Tanga o Zapadnim regijama
- Jia Dan (8. stoljeće)
- Duan Chengshi (9. stoljeće)

Song
- Su Song (11. stoljeće)
- Shen Kuo (11. stoljeće)
- Fan Chengda (12. stoljeće)

Yuan
- Zhou Daguan (13. stoljeće)
- Wang Dayuan (14. stoljeće)
- Yu Qin (14. stoljeće)

Ming
- Zheng He (15. stoljeće)
- Xu Xiake (17. stoljeće)
- Matteo Ricci i Xu Guangqi (17. stoljeće)

## Rani sačuvani izvori
Karte koje prikazuju područja izvan Kine sačuvane su iz razdoblja dinastije Song (960-1279). Karta uklesana u stijenu 1137. godine prikazuje 500 naselja i na desetke rijeka u Kini, te uključuje velike dijelove Koreje i Vijetnama. Na poleđini Yu Ji Tua (vidi sliku) kopija je starije karte koja koristi mrežni sustav razvijen u Kini tisućljeće ranije.

## Karte dinastije Yuan
Širenje kineskih geografskih poduhvata na svjetskoj razini uzrokovano je povijesnim širenjem Mongolskog Carstva koje je povezivalo zapadni islamski svijet s kineskom sferom te je omogućavalo trgovinu i razmjenu informacija.
Nakon osnutka dinastije Yuan 1271. godine, Kublaj-kan je 1285. naručio prikupljanje geografske monografije nazvane Dayuan Dayitong Zhi (大元大一統志) (postojećim rukopisima nedostaju karte). Godine 1286. perzijski astronom Jamāl al-Dīn predložio je Kublaju-kanu (koji ga je pozvao na istok radi poduzimanja kooperativnog istraživanja s kineskim učenjacima tijekom 1260-ih) spajanje nekoliko karata carstva u jedinstvenu kartu svijeta što je rezultiralo izradom Tianxia Dili Zongtu (天下地理總圖). To je vjerojatno bila karta svijeta, no danas je izgubljena. Također je naredio nabavu knjige nazvane Rāh-nāmah (cestovna knjiga) koju su koristili islamski mornari. Postojeća karta pridružena Jingshiju Dadianu (經世大典; 1329-1333) potvrđuje mongolsko precizno znanje o unutrašnjoj Aziji koje su preuzeli od muslimana. Pod utjecajem ovih službenih projekata taoistički redovnik Zhu Siben (朱思本) sastavio je 1297. geografsku monografiju Kine nazvanu Jiuyu Zhi (九域志). Utemeljeno na njegovom prethodnom radu, stvorio je između 1311-1320 danas izgubljenu kartu Kine nazvanu Yuditu (與地圖).
Ovi su materijali bili ipak preveliki za optjecaj. Ono što je izravno utjecalo na kineske intelektualce bile su sekundarne kompilacije. U prvoj polovici 14. stoljeća enciklopedije poput Hanmoa Quanshua (翰墨全書) i Zhishunova izdanja Shilina Guangjija (事林廣記) osuvremenile su njihovo geografsko znanje od prethodnih dinastija Jurchena Jina i Južnog Songa pa sve do suvremene dinastije Yuan pod vlašću Mongola.
Novootkriveni materijali pokazuju osobne povezanosti među intelektualcima južne Kine sa središtem u Qingyuana (Ningbo). Qingjun, koji je bio iz susjednog Taizhoua, izradio je Hunyi Jiangli Tu tijekom boravka u Qingyuanu. Wu Sidao, koji je ostavio važan bibliografski trag, također je bio iz Qingyuana. Štoviše, Ningbo je bio jedan od najvažnijih morskih luka, a morski su se putovi prostirali do Fuzhoua i Guangzhoua, te jugoistočne Azije, Japana i Goryea. Pomorske informacije vjerojatno su stekli od muslimanskih mornara.
Karte u kineskoj tradiciji težile su nositi specifične naslove, jednostavno izražene u kratkim nizovima ideograma poput Yu Gong Jiuzhou Lidai Diwang Guodu Dili Tu (禹貢九州歷代帝王國都地理圖; Karta prijestolnica povijesnih careva i kraljeva u devet provincija Yua Gonga).

### Shengjiao Guangbei Tu
Shengjiao Guangbei Tu ("karta odjekujućeg učenja (kana) koje prevladava čitavim svijetom") kojeg je izradio Li Zemin izgubljen je. Njegovo izvorno stanje može se izvesti proučavanjem derivativnih djela: Guangyutu (廣與圖) (1555) Lua Hongxiana (羅洪先) sadrži par karata nazvanih Dongnan Haiyi Tu (東南海夷圖) i Xinan Haiyi Tu (西南海夷圖), koje se smatraju južnom polovicom karte Shengjiao Guangbei Tu, iako je u Luovoj kopiji izostavljena većina naziva mjesta osim onih u obalnim područjima i na otocima. Da Ming Hun Yi Tu (大明混一圖/Dai Ming gurun-i uherilehe nirugan), karta iz razdoblja dinastije Ming s mnogo kasnijim Manchuovim prijevodima njezinih oznaka, također se smatra uvjerljivo baziranom na karti Lija Zemina.
Shengjiao Guangbei Tu bila je karta svijeta. Prikazivala je ne samo Kinu, nego i Afriku i Europu. Luova kopija i Daming Hunyi Tu sugeriraju da je original prikazivao Indiju pouzdanije od korejske adaptacije iako je također moguće da Daming Hunyi Tu reflektira znanje iz 17. stoljeća.
Malo je poznato o autoru Liju Zeminu. Prema imenima mjesta na karti može se pretpostaviti da je stvorena oko 1319. i revidirana negdje između 1329. i 1338. godine. Tvrdnja Wua Sidaoa (opisana kasnije) ipak sugerira da je ova karta novija od Qingjunove (1360?).

### Guanglun Jiangli Tu
Karta Hunyi Jiangli Tu koju je izradio zen redovnik Qingjun (1328-1392) izgubljena je. Shuidong Riji (水東日記) autora i kolekcionara knjiga iz razdoblja dinastije Ming Yea Shenga (葉盛) (1420-1474) uključuje prerađeno izdanje karte pod imenom Guanglun Jiangli Tu (廣輪疆理圖). Ye Sheng također je zabilježio kolofon karte (1452) Yana Jiea (嚴節). Prema Yanu Jieu Guanglun Jiangli Tu izrađen je 1360. godine. Postojeću kartu vjerojatno je preradio Yan Jie kako bi doskočio suvremenim imenima mjesta iz dinastije Ming. Originalna karta pokrivala je imena mjesta iz mongolske dinastije Yuan.
Guanglun Jiangli Tu bio je jedna od povijesnih karata koje su bile popularne među kineskim intelektualcima. Na karti su bile prikazane povijesne prijestolnice kineskih dinastija s nadodanim suvremenim imenima mjesta. Ona je slijedila kinesku tradiciju u tome što je bila karta Kine, a ne svijeta, no nasuprot kartama iz razdoblja dinastije Song koje su reflektirale ograničeno kinesko znanje o geografiji, Guanglun Jiangli Tu je objedinio informacije o Mongoliji i jugoistočnoj Aziji. Također je pružao informacije o morskim putovima (na karti Honmyōji sačuvani su tragovi).

### Rad Wua Sidaoa
Suvremenik Qingjuna Wu Sidao (烏斯道), autor Chuncaozhaia Jija (春草齋集), spojio je Guanglun Tu (廣輪圖) i Li Rulinovu (李汝霖) kartu Shengjiao Beihua Tu (聲教被化圖), ali ni njegova karta danas nije pronađena. Guanglun Tu vjerojatno se odnosio na Qingjunov Guanglun Jiangli Tu. Postoji također mogućnost da je Rulin bio pseudonim Lija Zemina, a da je Shengjiao Beihua Tu bio alias za njegov Shengjiao Guangbei Tu.

## Kasnije karte u kineskoj tradiciji
Godine 1579. Luo Hongxian objavio je atlas Guang Yutu koji je sadržavao više od 40 karata, mrežni sustav i sustavni način prikaza glavnih fizičkih obilježja poput planina, rijeka, cesta i granica. Guang Yutu objedinjuje otkrića pomorskog istraživača Zhenga Hea koje je on učinio na putovanjima u 15. stoljeću duž obala Kine, jugoistočne Azije, Indije i Afrike.
Iz razdoblja 16. i 17. stoljeća sačuvano je nekoliko primjera karata fokusiranih na kulturne informacije. Mrežni sustav nije korišten niti na karti Gujin xingsheng zhi tu (1555) Yua Shija niti na karti Tushu bian (1613) Zhanga Huanga. Umjesto toga ilustracije i anotacije prikazuju mitska mjesta, egzotične strane ljude, administrativne promjene te djela povijesnih i legendarnih heroja.

## Više informacija
- Povijest geografije
- Povijest kartografije
- Islamska geografija
- Kineska otkrića
- Kangnido
- Hipoteza iz 1421.